# Kelly Sibley
Kelly Sibley (Royal Leamington Spa, 21 de mayo de 1988) es una deportista olímpica inglesa que ha competido en tenis de mesa, siendo además entrenadora.

## Carrera
Sibley comenzó a jugar al tenis de mesa a los 8 años en el club de tenis de mesa Lillington Free Church, en su ciudad natal de Royal Leamington Spa, inspirada por su madre Lynn Bolitho, antigua jugadora de tenis de mesa a nivel de condado.
En 2000, representó a Inglaterra en los Campeonatos Escolares Ingleses. A los 13 años, fue invitada a vivir y entrenar en el Centro Nacional de Entrenamiento de Nottingham, donde fue entrenada por Alan Cooke, antes de trasladarse al Instituto Inglés del Deporte de Sheffield.
Sibley representó a Inglaterra en los Juegos de la Commonwealth en dos ocasiones sin conseguir medallas; una en Melbourne (Australia), en los XIX Juegos (2006) y en la siguiente, los XX Juegos, en Delhi (India) (2010), donde terminó en cuarto lugar en la prueba femenina por equipos. En los XXI Juegos de Glasgow (Escocia) en 2014, ganó su primera medalla en dichos Juegos al conseguir el bronce en los dobles mixtos junto a Danny Reed.
También obtuvo una medalla de bronce en dobles femeninos en los Campeonatos de la Commonwealth de 2009, una plata por equipos en los Campeonatos de la Commonwealth de 2013 y una medalla de oro en la segunda división en los Campeonatos del Mundo por equipos de 2008 en China.
Sibley ganó 10 partidos internacionales consecutivos en los Campeonatos de Europa de 2011 en Polonia y ascendió al equipo femenino de Inglaterra a la máxima categoría.
Los recortes de financiación amenazaron su posibilidad de competir en los Juegos Olímpicos de Londres 2012, pero el 30 de mayo de 2012 se anunció que Sibley competiría en dichos juegos, donde compitió en la prueba por equipos, perdiendo ante Corea del Norte en la ronda inicial.
Sibley ha ganado títulos nacionales de individuales en las categorías cadete, junior, sub-21 y senior, títulos de dobles femeninos en las categorías sub-12, cadete y junior, dobles femeninos en la categoría senior y dobles mixtos en las categorías junior y senior. Ganó el campeonato nacional de individuales femeninos en marzo de 2015 y fue subcampeona los dos años siguientes.
En junio de 2015 formó parte del equipo de tenis de mesa de Gran Bretaña que compitió en los primeros Juegos Europeos inaugurales de Bakú (Azerbaiyán). En los Juegos de la Mancomunidad de 2018, Sibley ganó una medalla de bronce en la prueba por equipos, al vencer a Australia en el partido de desempate. Poco después de los juegos, anunció su retirada del deporte para centrarse en su trabajo como entrenadora jefe en la Universidad de Nottingham.

## Vida personal
Sibley se casó con su esposa Laura en abril de 2017. Se conocieron justo después de los Juegos Olímpicos de Londres 2012 mientras Laura trabajaba en un bar de tenis de mesa. Ella le propuso matrimonio a Sibley mientras estaban en el mirador de The Shard viendo la Catedral de San Pablo.
El 14 de agosto de 2019 la pareja fueron madres, anunció que celebraron a través de Twitter.